# Gian Lorenzo Bernini
Gian Lorenzo Bernini (Napels, 7 december 1598 - Rome, 28 november 1680) was een Italiaanse architect en beeldhouwer uit de barokperiode. Zijn vader, Pietro Bernini, was ook een beeldhouwer. Vrij vaak wordt zijn voornaam ook aan elkaar geschreven als "Gianlorenzo", of als "Giovanni Lorenzo".
Wat de uitzonderlijke talenten van Donatello voor de beeldhouwkunst van het quattrocento en dat van Michelangelo voor de kunst van de 16e eeuw waren, betekende Bernini voor de Romeinse barok. Bernini, die net als deze twee voorgangers een uitgesproken kunstenaarspersoonlijkheid had, drukte zijn stempel op de kunst van Rome in de 17e eeuw. Sterker dan enig kunstenaar voor hem had gekund, hield hij de kunst van zijn tijd in zijn greep. Bernini had het vermogen om architectuur en beeldhouwkunst op een expressieve manier met elkaar te verenigen.
Het oeuvre van Bernini is onlosmakelijk verbonden met het pauselijk hof. Hij schiep spectaculaire meesterwerken voor vier pausen, Urbanus VIII, Innocentius X, Alexander VII en Clemens IX. Bernini’s carrière als bouwmeester begon met het pontificaat van Urbanus VIII, die de verbouwing van de Santa Bibiana toevertrouwde aan deze kunstenaar, die toen nog geen ervaring als architect had.

## Biografie

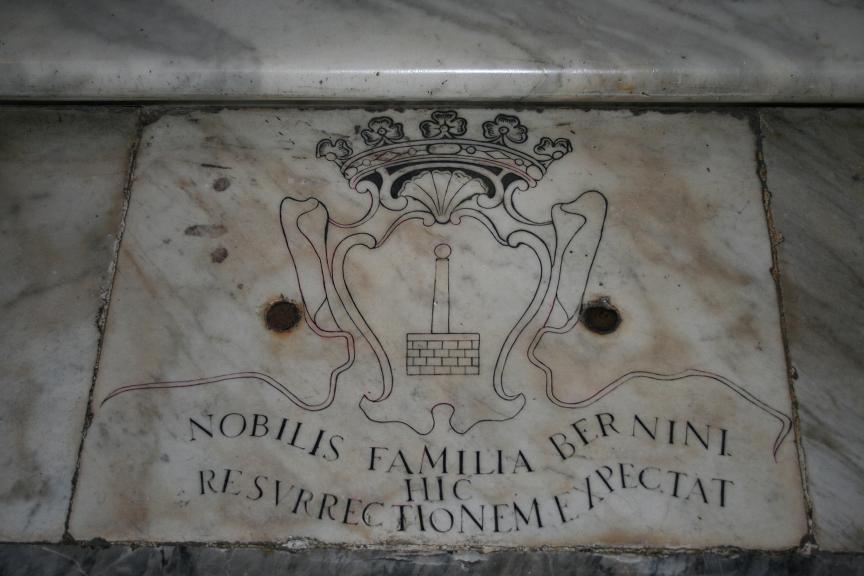
Graf van Bernini in de Santa Maria Maggiore, Rome

Bernini werd geboren in Napels op 7 december 1598. Hij was de zoon van Pietro Bernini (en) (ook een beeldhouwer) en Angelica Galante. Zijn moeder was Napolitaans, zijn vader kwam uit Florence. In 1605 verhuisde hij naar Rome, waar hij zijn hele leven zou blijven, met uitzondering van de periode die hij doorbracht aan het hof van koning Lodewijk XIV in Frankrijk, in 1665. 
Op jonge leeftijd was Bernini al actief als beeldhouwer, en al gauw wordt zijn talent opgemerkt door kardinaal Scipione Borghese, bij wie hij tot 1624 in dienst bleef. Voor de kardinaal maakte hij een aantal standbeelden die te zien zijn in de Villa Borghese te Rome. Bernini verwierf al snel een vooraanstaande positie in Rome en toen de architect Carlo Maderno in 1629 overleed, werd hij benoemd tot de nieuwe architect van de Sint Pieter. In de Sint-Pieter liet Bernini zijn grootste werken na. 
Terwijl hij in de Sint-Pieter werkte aan de Sint-Helenapilaster met zijn assistent Matteo Bonarelli en zijn broer Luigi, had Bernini een liefdesverhouding met Bonarelli's echtgenote, Costanza Piccolomini. Hij vereeuwigde haar trekken in een portretbuste waarvan het nonchalante naturalisme zeer ongebruikelijk was. Toen hij haar in april 1638 erop betrapte dat ze tegelijk iets gaande had met zijn broer Luigi, sloeg hij hem met een koevoet en stuurde hij een knecht om Costanza's gezicht met een scheermes te bewerken. Later achtervolgde hij zijn broer met de blanke degen door de straten van Rome. Zelfs in de Santa Maria Maggiore, waar Luigi asiel zocht, bleef hij hem naar het leven staan en vergreep hij zich aan een tussenkomende priester. In een brief aan kardinaal Francesco Barberini bekloeg Bernini's moeder Angelica zich erover dat hij van geen ophouden wilde weten en zich heer van de wereld waande. Terwijl de knecht gevangen zat, genoot de opdrachtgever Bernini bescherming. Hoewel initieel veroordeeld tot de aanzienlijke som van drieduizend scudi, kreeg hij van paus Urbanus VIII een oorkonde die hem van betaling ontsloeg. In mei 1639 trouwde hij met de 22-jarige Caterina Tezio.
Bernini bleef zijn hele leven actief als kunstenaar. Hij overleed op 28 november 1680 in Rome en werd begraven in de Basiliek van Santa Maria Maggiore.

## Bernini als architect

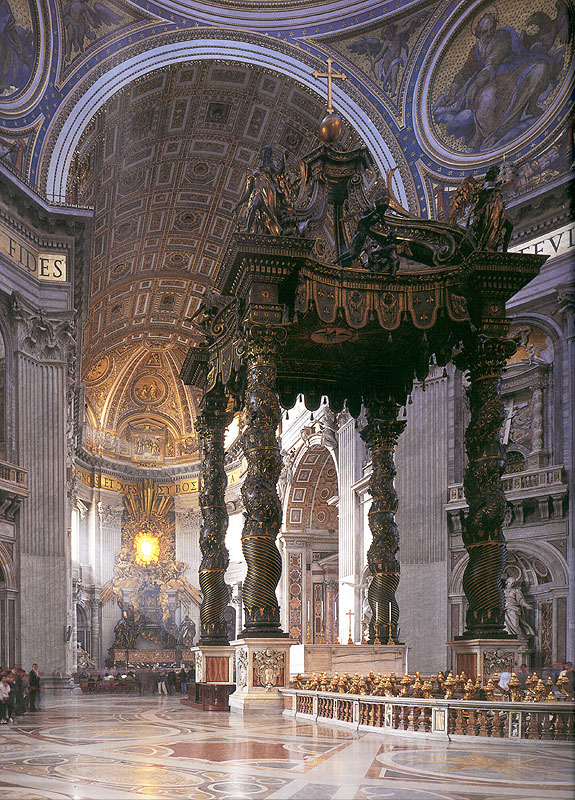
Het Baldakijn van Bernini

De eerste jaren dat Bernini bekendheid kreeg werkte hij voornamelijk als beeldhouwer aan de beelden voor Scipione Borghese. Zijn eerste echte architecturale opdracht kreeg hij in 1624. Hij moest toen een nieuwe gevel ontwerpen voor de kerk Santa Bibiana te Rome.
In datzelfde jaar vroeg paus Urbanus VIII hem om een baldakijn te ontwerpen boven het graf van Petrus in de Sint-Pieter. Bernini werkte hieraan van 1624 tot 1634. Gedurende deze periode overlijdt Carlo Maderno, die op dat moment de verantwoordelijk architect is voor alle projecten die plaatsvinden in de Sint-Pieter, en de paus stelt Bernini aan als zijn opvolger.
Van 1628 tot 1647 werkte hij aan een grafmonument voor paus Urbanus VIII. Het resultaat is een theatraal geheel waarin de paus wordt omringd door personificaties van de liefde en rechtvaardigheid en dergelijke.
Een van Bernini's bekendste monumenten is zijn Cornarokapel in de Santa Maria della Vittoria in Rome, met daarin het beeld van de Extase van Theresia. Hij werkte hieraan van 1645 tot 1652. In deze kapel komen architectuur en beeldhouwkunst samen.

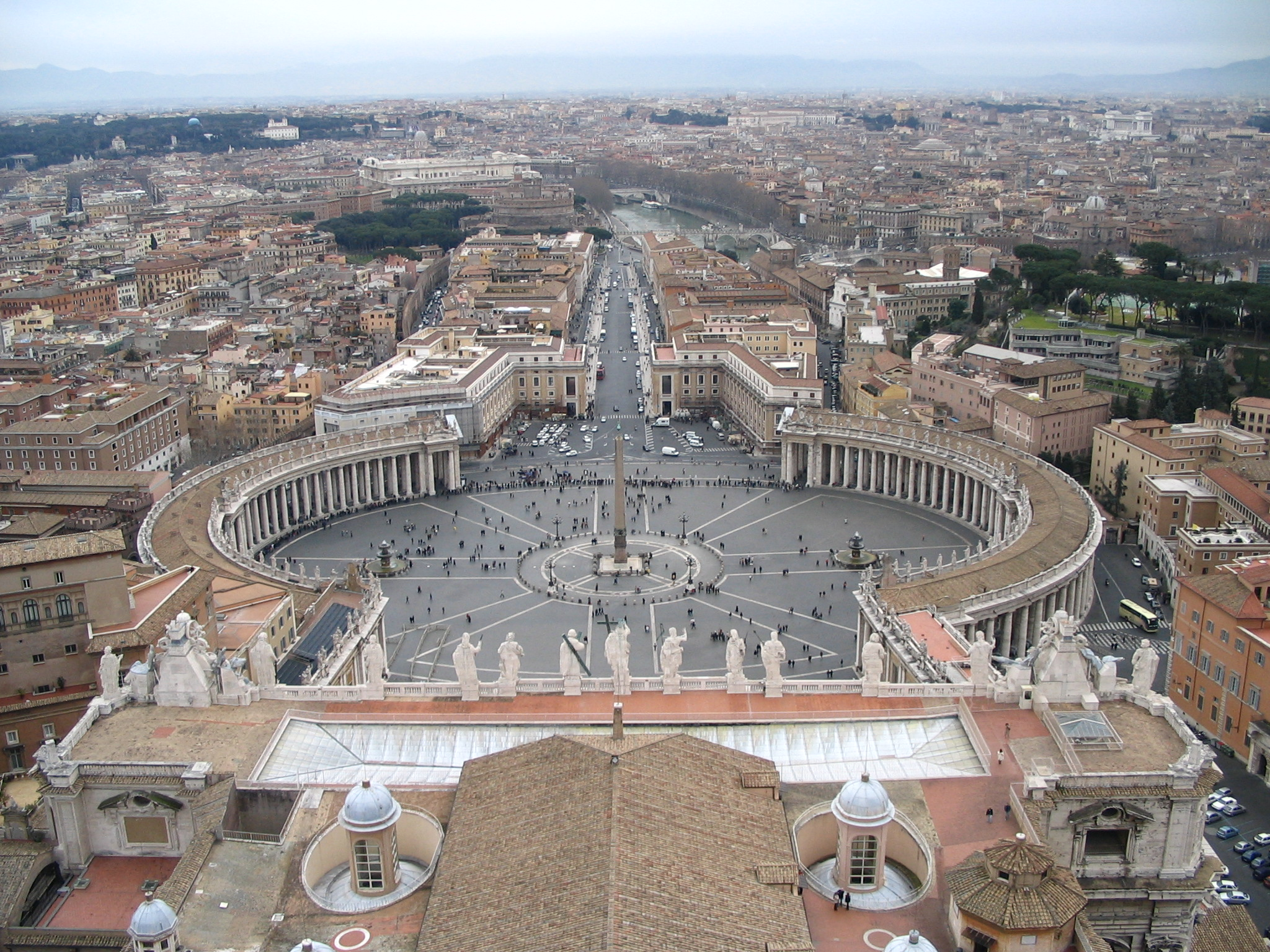
Sint-Pietersplein

Tussen 1656 en 1667 construeerde Bernini het Sint-Pietersplein in Rome, het plein voor de Sint-Pietersbasiliek, in opdracht van paus Alexander VII. Het plein wordt omgeven door een zuilenrij, die door Bernini zelf beschreven wordt als "de moederlijke armen van de kerk". Deze zuilenrij bestaat uit 284 dorische zuilen en 88 pilasters, in vier rijen, die vrijwel volledig symmetrisch staan. Op de zuilenrij staan 140 beelden van heiligen. De zuilen vormen samen een ovaal met een grootste binnendiameter van ongeveer 198 meter. Het plein is in totaal ruim 200 meter breed en ruim 250 meter lang. 
In het midden van het plein staat een Egyptische obelisk van ruim 37 meter hoog. De obelisk is in 39 na Christus in opdracht van Caligula naar zijn circus gebracht, dat later het Circus van Nero genoemd zou worden. In 1586 is de obelisk naar de huidige plaats verplaatst. De obelisk was vroeger een draaipunt voor wagens in races in het Circus van Nero. Dit circus stond op de plaats waar nu het plein ligt.
Toen Bernini in 1665 in Parijs was heeft hij daar ook een ontwerp gemaakt voor de oostgevel van het Louvre, in opdracht van Lodewijk XIV Deze is echter nooit gerealiseerd, omdat het ontwerp "te Italiaans" was en te weinig classicistisch in de ogen van de Fransen. Hij maakte nog wel enkele beeldhouwwerken voor de koning, waaronder een buste en een ruiterstandbeeld.
Van 1656 tot 1666 werkte Bernini aan de Cathedra Petri (de troon van Petrus) die zich in de apsis van de Sint Pietersbasiliek bevindt. Deze troon was bedoeld om de aanwezigheid van Petrus in de kerk te benadrukken. De troon wordt gedragen door de vier kerkvaders, links staan Athanasius en Ambrosius, rechts Johannes Chrysostomus en Augustinus.
Bernini heeft daarnaast ook torens ontworpen voor de kerk. Deze zijn ook gerealiseerd, maar omdat ze zo zwaar waren kon de grond onder de Sint Pieter deze niet dragen en begonnen ze algauw te verzakken. Dit veroorzaakte scheuren in de façade, waardoor men wel genoodzaakt was de torens, die er net stonden, weer af te breken.
Bernini heeft drie kerken als geheel ontworpen: San Tommaso di Villanova te Castel Gandolfo (1658-61), Sant'Andrea al Quirinale in Rome (1658-70) en Santa Maria dell'Assunzione te Ariccia (1662-64).

## Bernini alsSteenbeeldhouwer

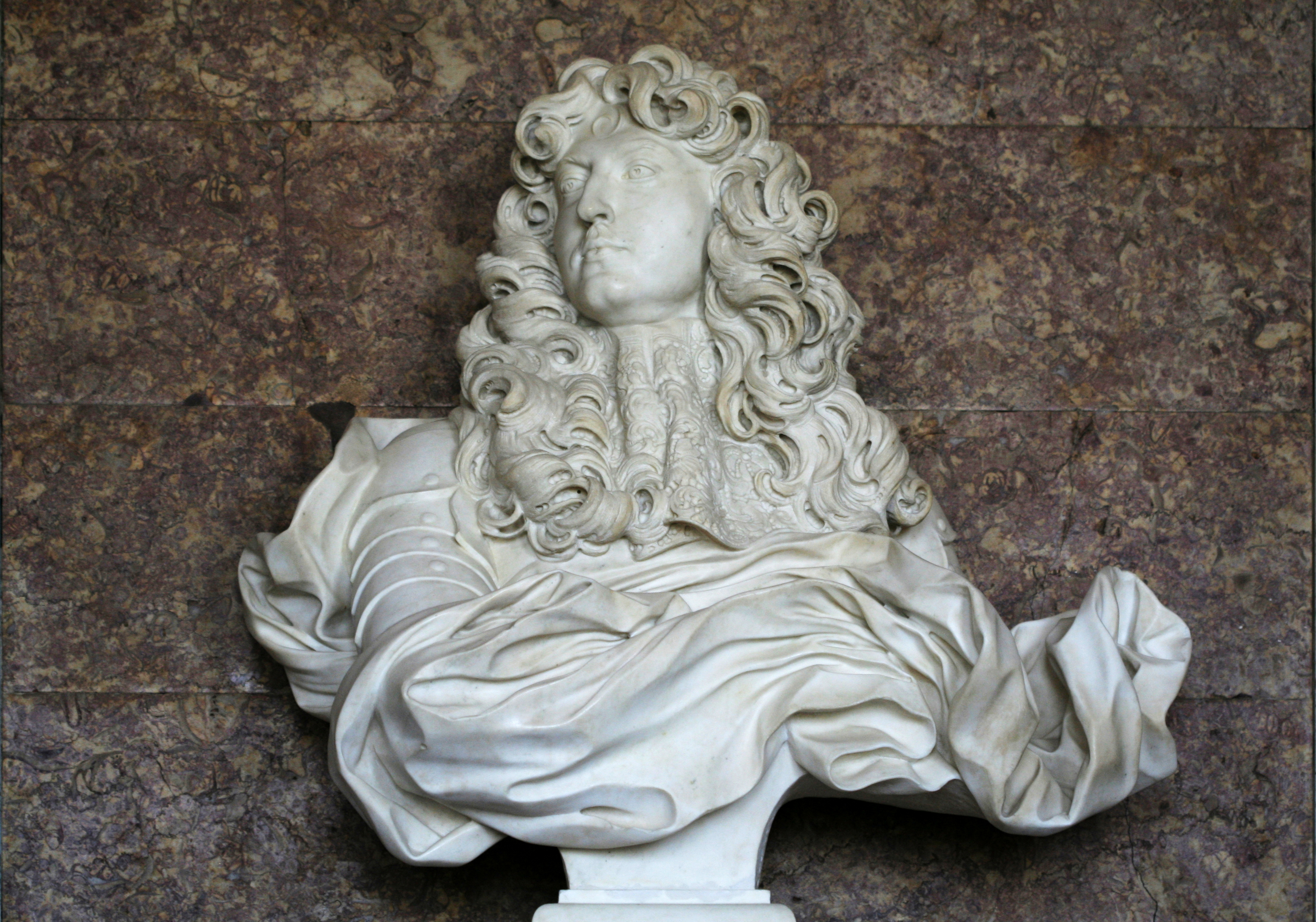
Buste van Lodewijk XIV, 1665, Kasteel van Versailles

Al op 16-jarige leeftijd maakt Bernini een groot beeldhouwwerk, namelijk een beeld van de heilige Laurentius, die gemarteld werd op een rooster. In zijn oude beelden, zoals Aeneas en Anchises, is de invloed van zijn vader nog duidelijk te zien. Deze werken zijn nog vrij maniëristisch. 
In zijn latere werk is Bernini meer beïnvloed door de hellenistische antieken en door de schilderingen van Annibale Carracci. Bij deze latere beelden is te zien hoe Bernini zijn beelden steeds levendiger en realistischer maakt.
Bernini toont zich een meester in het uitdrukken van emoties in het marmer. De beelden die hij maakte zijn dan ook zeer expressief. De katholieke kerk, die zich op dat moment midden in de contrareformatie bevindt, maakte dankbaar gebruik van Bernini's talent door hem vele verschillende opdrachten te geven.
Onder de beelden die hij maakte in opdracht van Scipione Borghese zijn enkele van zijn bekendste kunstwerken. Zo is er bijvoorbeeld het beeld van Pluto en Proserpina (1621) Dit beeld is zo uitzonderlijk omdat Bernini hier als het ware de hardheid van het marmer ontkent. Pluto grijpt Proserpina vast en drukt letterlijk met zijn vingers in het bovenbeen. Het marmer is geen marmer meer: het is vlees, en de figuren in dit beeld lijken te leven en echte emoties te voelen. 
Een ander beeld uit deze reeks is het beeld van Apollo en Daphne (1625) Op het moment dat Apollo de vluchtende Daphne heeft ingehaald, veranderen de goden haar in een laurierboom. Dit moment heeft Bernini werkelijk fantastisch uitgebeeld. Het opvallendste onderdeel van dit beeld zijn de laurierblaadjes die groeien uit Daphne's vingertoppen, die zo dun en fijn zijn dat het licht gewoon door het marmer heen straalt. (Deze blaadjes schijnen niet door Bernini zelf te zijn gemaakt, maar door een van zijn assistenten, die zo kwaad werd dat hij geen erkenning voor zijn werk kreeg, dat hij bij Bernini weg ging)
Vanaf 1629 begint Bernini steeds meer gebruik te maken van de dramatische effecten van draperieën in zijn beeldhouwwerken. Hij ontwikkelt een heel nieuw type bustebeelden, waarbij de buste als het ware gedragen wordt door een wapperende draperie.

## Werken van Bernini

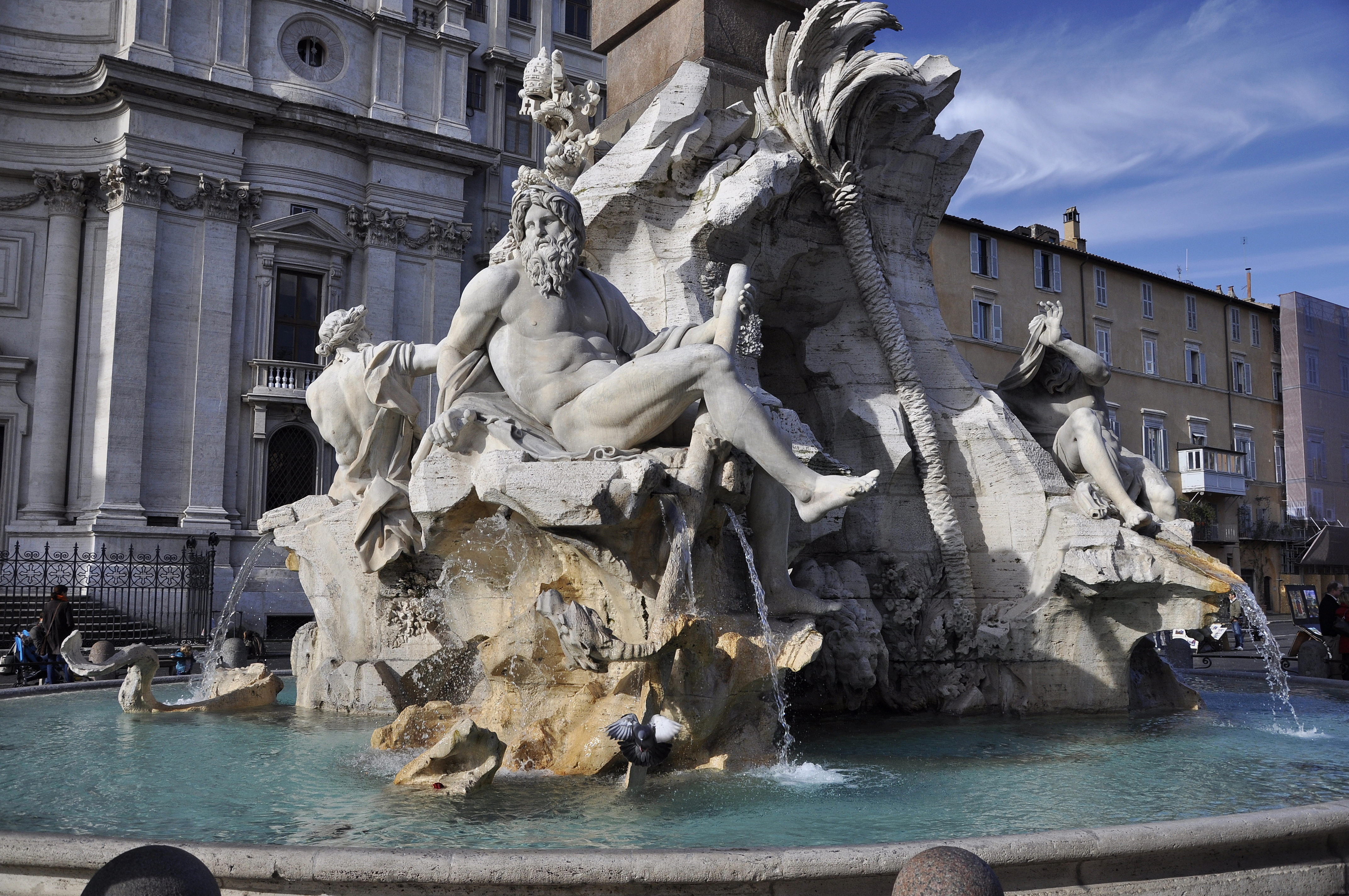
Detail van de Vierstromenfontein

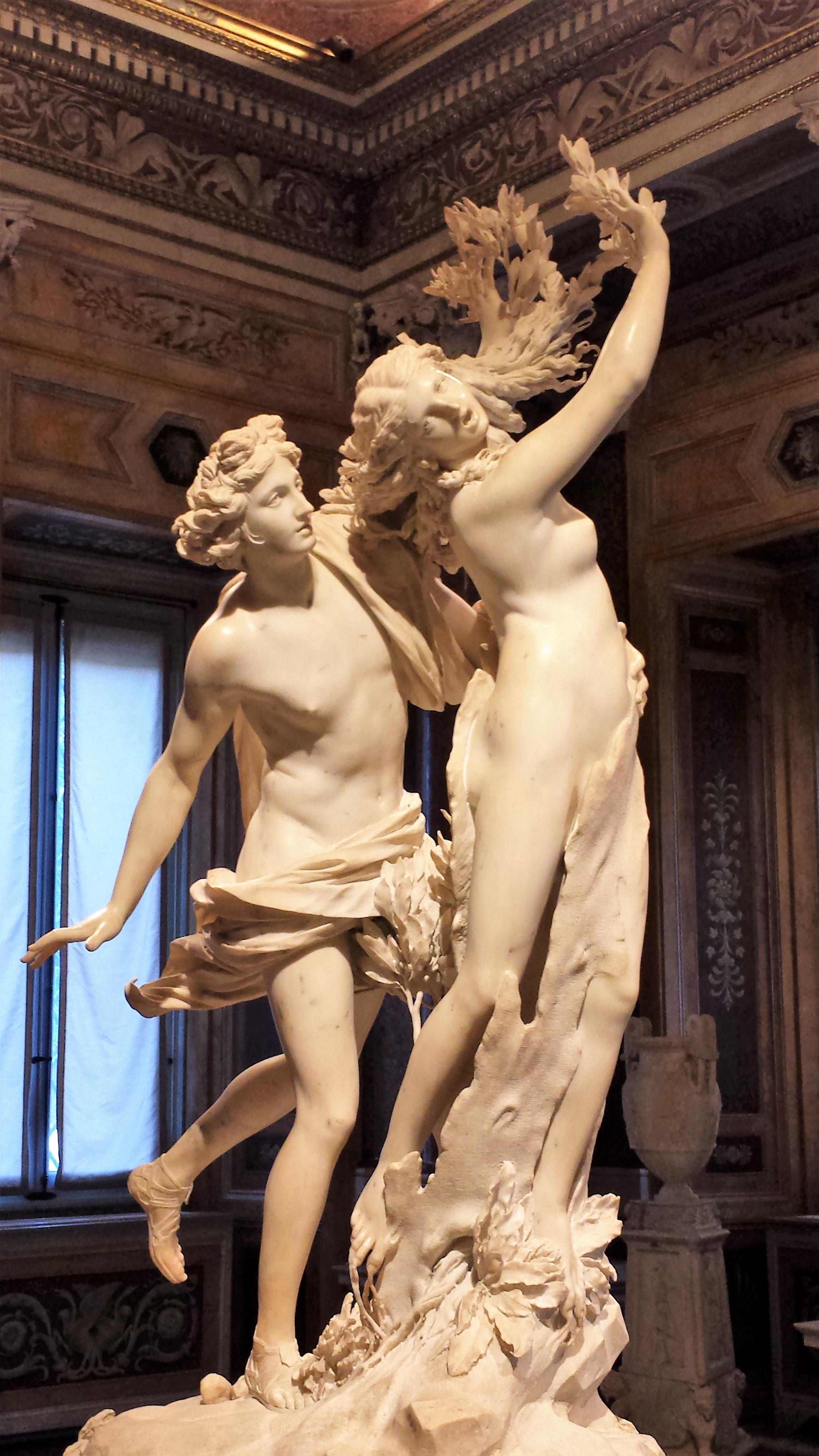
Apollo en Daphne, 1625, Galleria Borghese, Rome

- Twee engelen voor de Engelenbrug in Rome, deze zijn er overigens nooit geplaatst, andere engelen door zijn leerlingen gemaakt, onder wie Antonio Giorgetti
- Sint-Pietersplein in Rome
- Tekening van de Trevifontein in Rome
- Baldakijn van Bernini in de Sint-Pietersbasiliek te Rome
- Ontwerp voor het Olifantje van Bernini in Rome
- Sant'Andrea al Quirinale in Rome
- Sint Longinus in de Sint-Pietersbasiliek in Rome
- Fontana del Tritone in Rome
- La Fontana dei Quattro Fiumi op de Piazza Navona te Rome
- Ontwerp voor het Grafmonument Alexander VII
- Extase van Theresia in de kerk Santa Maria della Vittoria te Rome
- David in het museum Galleria Borghese te Rome
- Pluto en Proserpina in Galleria Borghese te Rome
- Apollo en Daphne in Galleria Borghese te Rome
- Buste van Lodewijk XIV in het Kasteel van Versailles bij Parijs
- Neptunus en Triton in het Victoria and Albert Museum te Londen
- Standbeeld van Urbanus VIII in de Capitolijnse Musea te Rome

## Werken samen met zijn vader Pietro
- Fontana della Barcaccia in Rome

## Trivia
In september 2018 gaf San Marino een herdenkingsmunt van 2 euro uit ter gelegenheid van de 420e geboortedag van Bernini.

## Meer informatie
- Web Gallery of Art: Gian Lorenzo Bernini
- Great Buildings Online: Bernini
- Artcyclopedia: Gianlorenzo Bernini
- Bernini, Gian Lorenzo. Werken en biografie
- Bernini in beeld en bron, een youtube-lezing in zes delen, deel 1, deel 2, deel 3, deel 4, deel 5 en deel 6.

- Bibsys: 90183565
- Biblioteca Nacional de España: XX1041583
- Bibliothèque nationale de France: cb118915810 (data)
- Catàleg d'autoritats de noms i títols de Catalunya: 981058516664706706
- CiNii: DA02070120
- Gemeinsame Normdatei: 118509926
- International Standard Name Identifier: 0000 0001 2102 3349
- KulturNav: d21ccca0-4347-43ed-8e75-b00fc7288a05
- Library of Congress Control Number: n79127068
- Nationale Bibliotheek van Letland: 000197023
- MusicBrainz: 8e981ff6-f56e-4a48-a48b-3842371f3eea
- Bibliotheek van het Japanse parlement: 00433117
- National Gallery of Victoria: 638
- Nationale Bibliotheek van Tsjechië: jn20010525227
- Nationale bibliotheek van Australië: 35017958
- Nationale Bibliotheek van Israël: 987007276056705171
- Nationale Bibliotheek van Polen: a0000001731952
- Nationale en Universitaire bibliotheek Zagreb: 000102934
- Nederlandse Thesaurus van Auteursnamen: 068900708
- Réseau des bibliothèques de Suisse occidentale: 02-A000019047
- RKD-Nederlands Instituut voor Kunstgeschiedenis: 7527
- Istituto Centrale per il Catalogo Unico: CFIV025580
- LIBRIS: 178063
- SNAC: w64b4q2m
- Système universitaire de documentation: 026722992
- Trove: 792466
- Union List of Artist Names: 500032022
- Virtual International Authority File: 73850000
- WorldCat: E39PBJhhr83GJ7vTbdpbxm7rbd